# Ганс Альбрехт Шлезвиг-Гольштейн-Зондербург-Глюксбургский
Ганс Альбрехт Шлезвиг-Гольштейн-Зондербург-Глюксбургский (нем. Hans Albrecht von Schleswig-Holstein-Sonderburg-Glücksburg, 12 мая 1917, Луизенлунд — 10 августа 1944, Едлинск) — немецкий солдат и аристократ.

## Биография
Ганс Альбрехт родился 12 мая 1917 года. Он был старшим сыном Вильгельма Фридриха Шлезвиг-Гольштейн-Зондербург-Глюксбургского (1891—1965) и его супруги Марии Мелиты Гогенлоэ-Лангенбургской (1899—1967). Позже у него родятся два младших брата и одна сестра.
Детство он провёл в замках Луизенлунд и Грюнгольц. Ганс являлся праправнуком британской королевы Виктории, и поэтому имел право наследовать британский престол. В начале 1934 года, после смерти деда, он стал наследником титула отца.
В 1939 году, после начала Второй мировой войны, он вступил в Вермахт. Во время войны, он был лейтенантом кавалерийского полка. Погиб от ранения в бою у Едлинска 10 августа 1944 года. Похоронен на местном солдатском кладбище. Мемориальный крест находится на семейном кладбище в Луизенлунде.
После его смерти наследником титула стал его младший брат Петер (1922—1980), который он унаследовал в 1965 году.

## Титулы и обращения
- 12 мая 1917 — 21 января 1934: Его Королевское Высочество принц Ганс Альбрехт Шлезвиг-Гольштейн-Зондербург-Глюксбургский
- 21 января 1934 — 10 августа 1944: Его Королевское Высочество наследный принц Ганс Альбрехт Шлезвиг-Гольштейн-Зондербург-Глюксбургский